# Ronde van Murcia 2025
De Spaanse wielerwedstrijd Ronde van Murcia kende op 15 februari 2025 zijn 45e editie.

## Verloop
Titelverdediger van deze wedstrijd was de Australiër Ben O'Connor die in 2024 won na een solo van dertien kilometer. Bij deze editie in 2025 deden vijf renners mee die normaliter voor een opleidingsploeg rijden maar voor deze wedstrijd werden overgeheveld naar de hoofdmacht. Dit waren Adrià Pericas, Matthias Schwarzbacher, Simone Gualdi, Maxence Place en Victor Hannes. In de start van de wedstrijd ontstond er een kopgroep van de volgende vijf renners; José García, José Faura, Francisco Peñuela, Filippo D'Aiuto en Samuel Fernández. Met nog zo'n negentig kilometer te gaan werden de vroege vluchters alweer ingerekend en begonnen renners uit het peloton de koers te maken. Als gevolg ontstonden er verschillende groepjes renners die voor het peloton uitreden. Onder andere Tim Wellens, Marc Soler en Nairo Quintana trokken in de aanval. Al snel ontstond een grote kopgroep van ongeveer twintig renners. Terwijl de finale naderde moesten enkele renners de kopgroep laten voor wat het was waardoor een kopgroep ontstond van tien renners van waaruit Wellens in de aanval trok, hij kreeg bijval van Christian Scaroni. De twee reden tot acht kilometer voor de finish aan kop. Wat volgde was een sprint met tien renners voor de zege. De Zwitser Fabio Christen trok hier aan het langste eind en behaalde zodoende zijn eerste UCI-profzege en de vijfde overwinning voor zijn ploeg Q36.5 Pro Cycling Team.
De wedstrijd was onderdeel van de UCI Europe Tour.

## Uitslag
| Plaats  | Naam                   | Ploeg                           | tijd     |
| ------- | ---------------------- | ------------------------------- | -------- |
| Winnaar | Fabio Christen         | Q36.5 Pro Cycling Team          | 4u38'09" |
| 2       | Aurélien Paret-Peintre | Decathlon AG2R La Mondiale Team | z.t.     |
| 3       | Christian Scaroni      | XDS Astana Team                 | z.t.     |
| 4       | Clément Champoussin    | XDS Astana Team                 | z.t.     |
| 5       | Lorenzo Fortunato      | XDS Astana Team                 | z.t.     |
| 6       | Nairo Quintana         | Movistar Team                   | z.t.     |
| 7       | Isaac del Toro         | UAE Team Emirates-XRG           | z.t.     |
| 8       | Tim Wellens            | UAE Team Emirates-XRG           | + 2"     |
| 9       | Adrià Pericas          | UAE Team Emirates-XRG           | + 5"     |
| 10      | Jordan Labrosse        | Decathlon AG2R La Mondiale Team | + 10"    |
|         |                        |                                 |          |
| 18      | Milan Vader            | Q36.5 Pro Cycling Team          | + 44"    |